# Himerarctia docis
Himerarctia docis är en fjärilsart som beskrevs av Jacob Hübner 1831. Himerarctia docis ingår i släktet Himerarctia och familjen björnspinnare. Inga underarter finns listade i Catalogue of Life.

## Bildgalleri

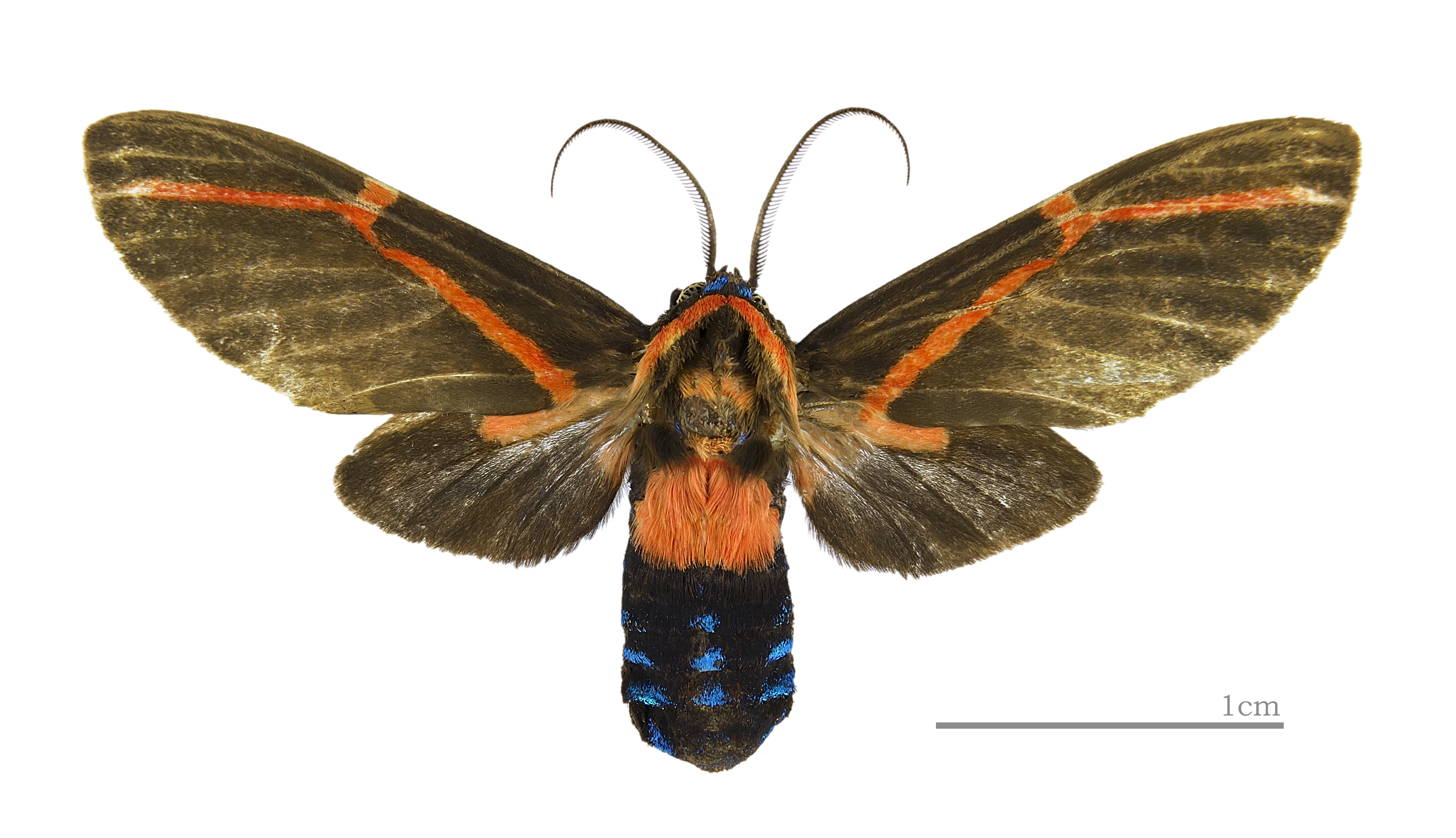
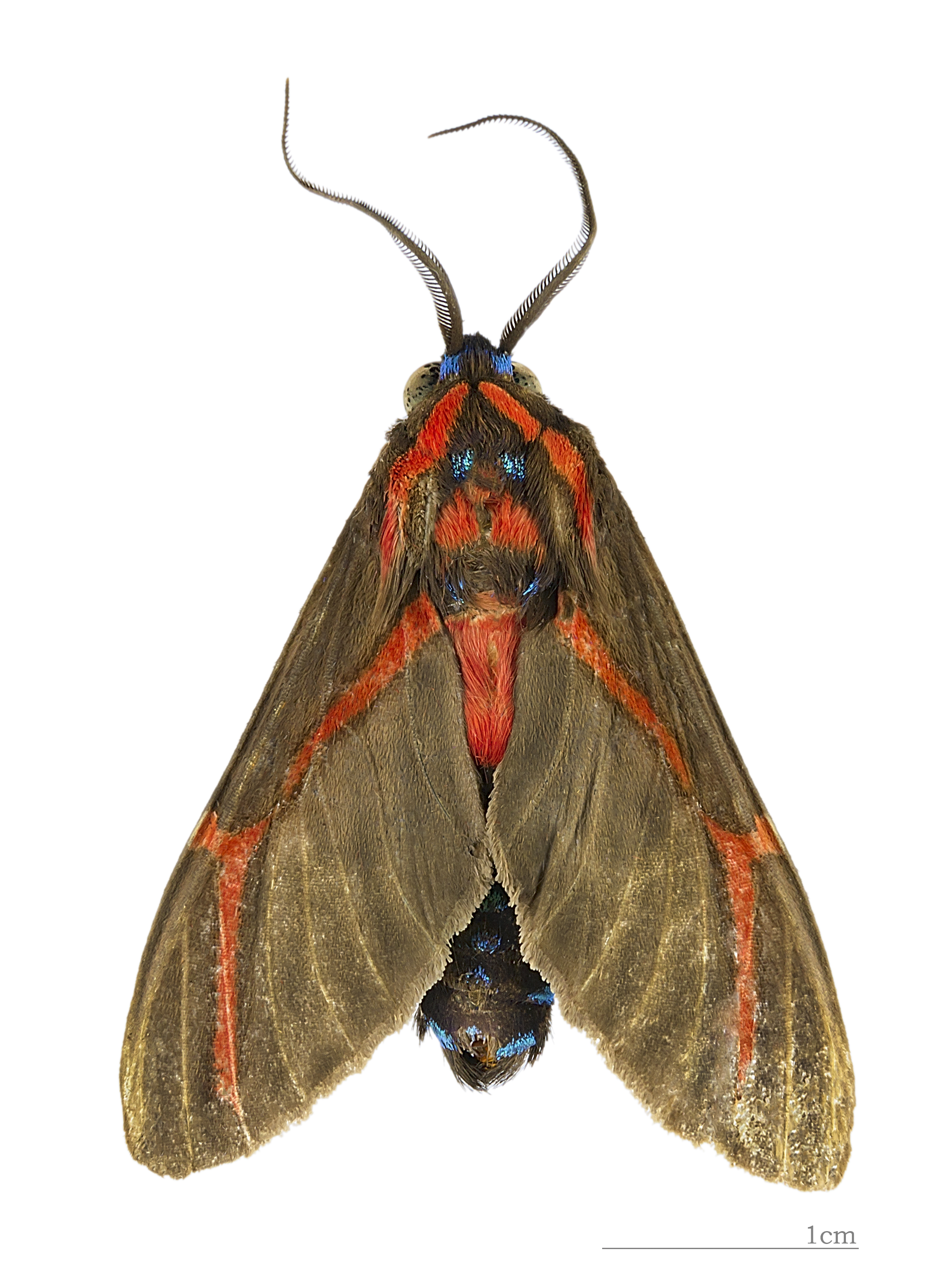
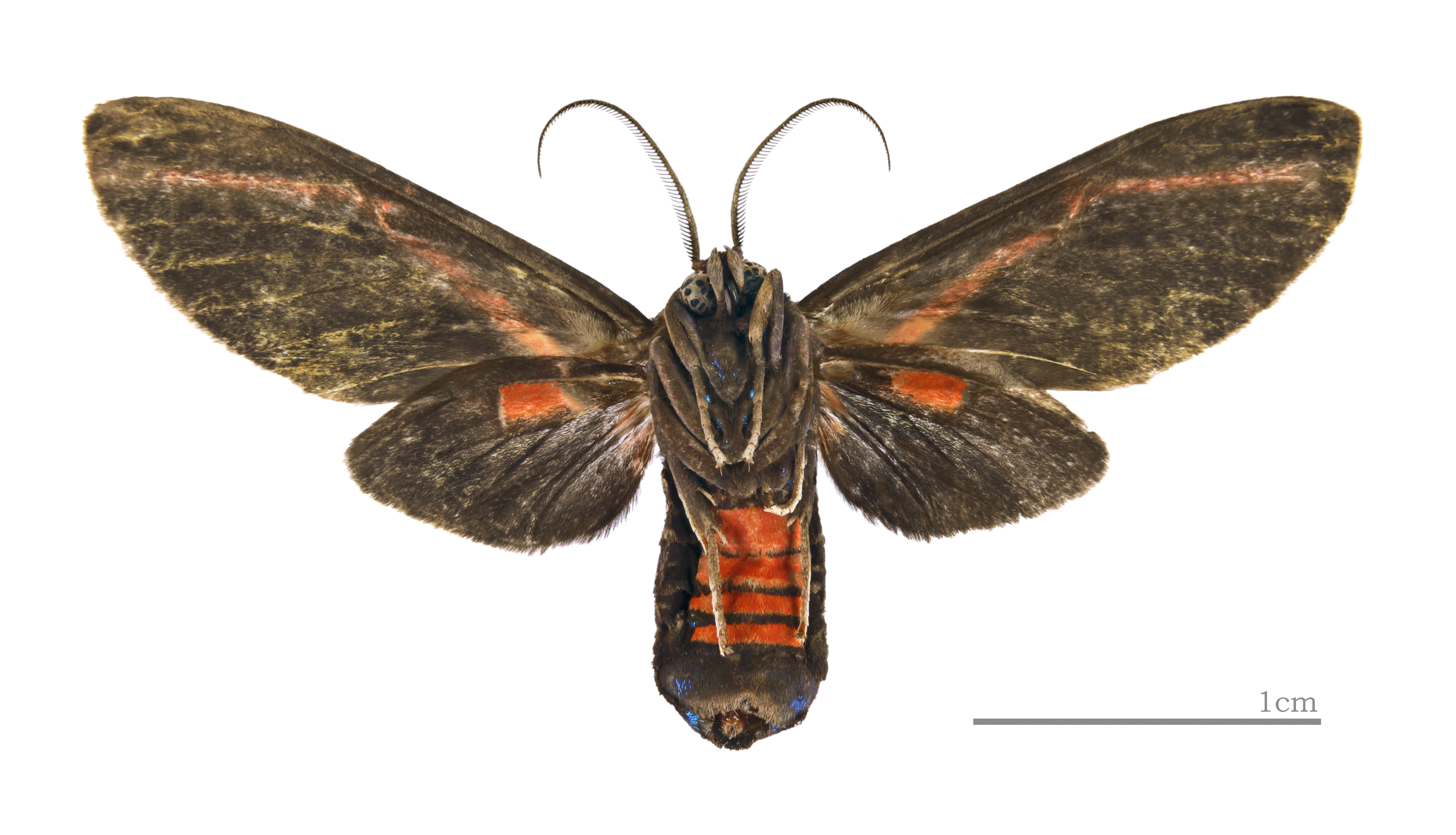
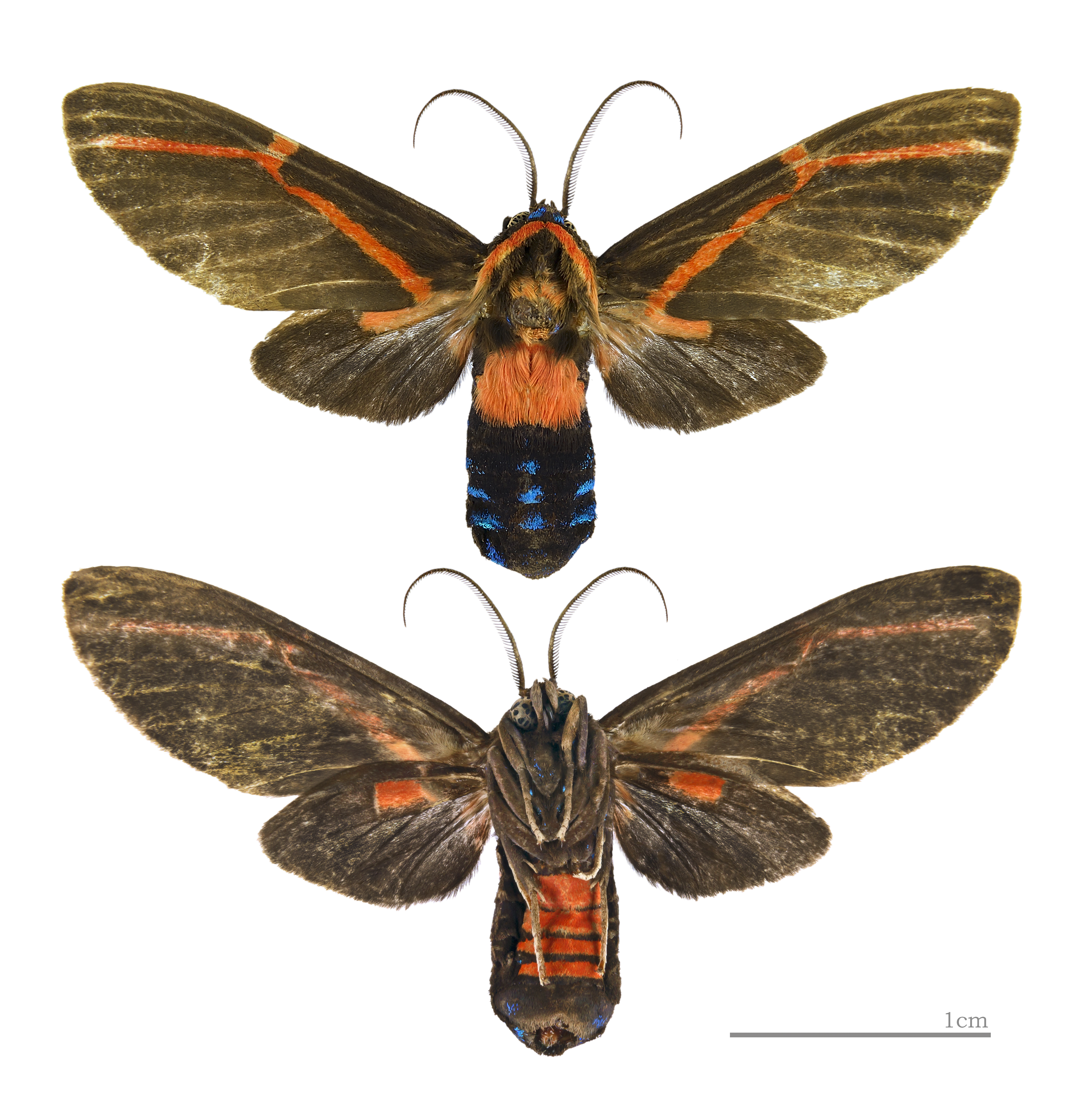